# Robert Fulton
Robert Fulton (14. listopadu 1765 Lancaster County, Pensylvánie – 24. února 1815 New York) byl Američan známý především jako vynálezce parníku. Toto označení není úplně přesné, protože parníky existovaly už dříve, Fulton byl však první, kdo z parníku učinil věc praktickou a později i komerční.

## Život
Robert Fulton se narodil roku 1765 na farmě Little Britain nedaleko osady Quarryville v oblasti Lancaster County (Pensylvánie). V sedmnácti letech odešel do Filadelfie, kde se vyučil se zlatníkem. Současně ale snil o tom, že se stane malířem. Maloval portréty a přírodu kolem řeky Delaware, na které poprvé uviděl kolesový parník. Jeho práce se dobře prodávaly a za vydělané peníze podporoval svou rodinu. V jednadvaceti letech (1786) odjel do Anglie na studia. Během své praxe se v malířském studiu Benjamina Westa setkal i s Jamesem Rumseyem - inženýrem, který demonstroval plavbu parníku na řece Potomac. Fulton se začal zajímat o parní stroje a myšlenku parníků. Zanechal malování, pustil se do studia mechaniky a experimentoval s různými mechanickými vynálezy. Začal působit jako inženýr a nechal si patentovat řadu strojů (na předení, řezání mramoru a další), podle jeho plánů bylo postaveno i několik železničních mostů. Později se jeho mecenáši stali Francis Egerton Bridgewater (stavitel splavného kanálu z Worsley do Manchesteru) a Charles Stanhope (politik a vědec, vynálezce železného knihtiskařského lisu). Pod tímto vlivem se v roce 1793 začal zajímat o kanálovou dopravu a také začal pracovat na nápadech na parní pohon lodí. V roce 1794 se přestěhoval do Manchesteru, aby získal praktické znalosti anglického kanálového inženýrství. Vydal brožuru o kanálech (Treatise on the Improvement of Canal Navigation), která pojednávala o významu plavebních kanálů a vodní dopravě, ve které navrhoval výstavbu šikmých ramp pro překlenutí výškových rozdílů. Patentoval bagrovací stroj a několik dalších vynálezů. Jeho nápady však byly přijímány s nedůvěrou a v Anglii nenašly praktické uplatnění.

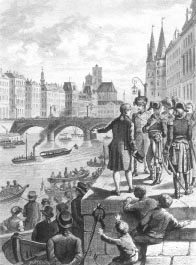
Plavba na Seině

Roku 1797 se Fulton přestěhoval z Anglie do Paříže, kde se zabýval především stavbou a vylepšováním vodních kanálů. Ve Francii se rozhodl postavit parník a vyzkoušet ho na Seině. Napoprvé se sice loď potopila, ale Fulton ji stabilizoval a upravil motor, aby byla 9. srpna 1803 slavnostně vyzkoušena (plula rychlostí 5–6 km/h proti proudu). Začal zde pracovat i na svém novém projektu, ponorce Nautilus. Po zkouškách na Seině byla zdokonalená ponorka v roce 1801 použita na moři, kde zkušebně torpédovala starou loď. Měla být využita proti britským lodím v roce 1803, ale velení francouzského námořnictva označilo tento způsob boje za zákeřný a nelidský. Nechtělo podporovat další vývoj ponorek.
Odmítnutý Fulton se se svými návrhy obrátil na britskou admiralitu a v roce 1804 se přestěhoval do Anglie, kde pokračoval ve vývoji svých vynálezů. Angličanům předvedl z mědi vykovanou ponorku a moderní samohybné torpédo. Nabídl, že postaví celou flotilu parních bitevních lodí. Po vítězství admirála Nelsona v bitvě u Trafalgaru však vláda ztratila o nové zbraně zájem a odmítla financovat jejich vývoj.

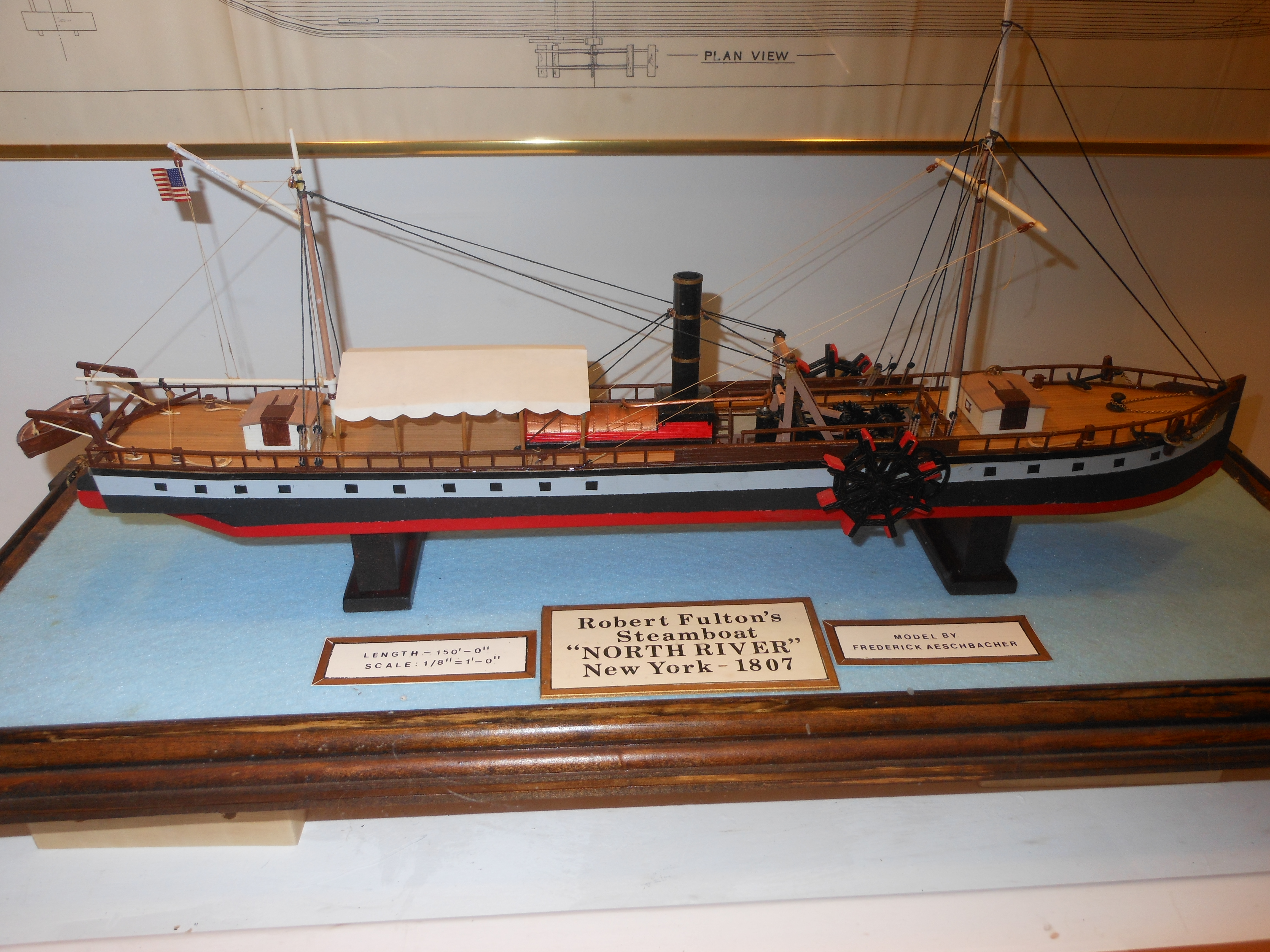
Model parníku Clermont (Hudson River Maritime Museum, New York)

Aby mohl pokračovat ve své práci, Fulton se vrátil roku 1806 do USA, kde mu jeho přítel Robert Livingston, bývalý americký velvyslanec v Paříži, pomohl opatřit finanční prostředky na stavbu kolesového parníku. O rok později dokončil práci na kolesovém parníku North River Steamboat (později známý jako Clermont). Plavidlo se stalo prvním komerčně úspěšným parníkem (plulo rychlostí asi 8 km/h proti proudu na trati mezi Albany a New Yorkem).
Clermont byl první skutečný parník v Americe. Měl plachty i parní stroj. Na každém konci lodi byl krátký stěžeň s malou čtvercovou plachtou, kterou bylo možné v případě potřeby rozvinout. Motor byl uprostřed lodi a byl obklopen kordovým dřevem. Motor měl výkon 24 koní. Nad motorem byl vysoký a štíhlý komín. Na každé straně bylo velké pádlové kolo, které bylo otevřené a odkryté. Průměr koleček byl 15 stop (4,6 m). Samotná loď byla 136 stop (41 m) dlouhá a 18 stop (5,5 m) široká. Jeho výtlak byl 160 tun.
V roce 1809 Fulton dostal patent na kombinaci plachetního a parního pohonu říčních lodí a na 30 let si zajistil licenci na paroplavbu ve státě New York. Postavil dva menší parníky pro provoz na Hudsonu a jeho třetí parník, pojmenovaný New Orleans, položil základy pravidelné lodní dopravě na Mississippi. Podle jeho návrhu byla zahájena stavba první válečné lodi Demologos s parním pohonem pro námořnictvo Spojených států, která byla dokončena až po jeho smrti. Na jeho počest byla loď přejmenována na Fulton. Poprvé byla nasazena v bitvě 1. června 1815.
Robert Fulton zemřel na tuberkulózu 24. února 1815 v New Yorku, kde je také pohřben.